# Bitwa pod Turckheim
Bitwa pod Turckheim – starcie zbrojne, które miało miejsce 5 stycznia 1675 podczas wojny Francji z Koalicją.
Gdy marszałek Turenne zaatakował niespodziewanie i pobił armię cesarską pod Miluzą, zaalarmowany tym faktem elektor brandenburski Fryderyk Wilhelm pośpiesznie skoncentrował swe siły (35 000 Brandenburczyków i Austriaków) pod Colmarem w okolicach Turckheim. Zajął tam umocnioną pozycję nad strumieniem Legelbach. Turenne (30 000 Francuzów), rozwinął część sił naprzeciwko stanowisk Fryderyka, resztą sił natomiast obszedł go i zajął Turckheim na prawym skrzydle wojsk elektorskich. Fryderyk ściągnął część swych wojsk znad Legelbach i rzucił je do kontrnatarcia, które Francuzi odparli. Dalszą walkę przerwał zapadający zmrok. W nocy elektor wycofał swą armię. Stracił 900 ludzi, natomiast Francuzi stracili 200 ludzi.